# Hackebergsskogen

Hackebergsskogen, skogsområde i västra Västergötland, vilket utgör gränsområde mellan gamla Skaraborgs och Älvsborgs län, eller mellan Vara och Herrljunga kommuner.